# 빈사의 갈리아인

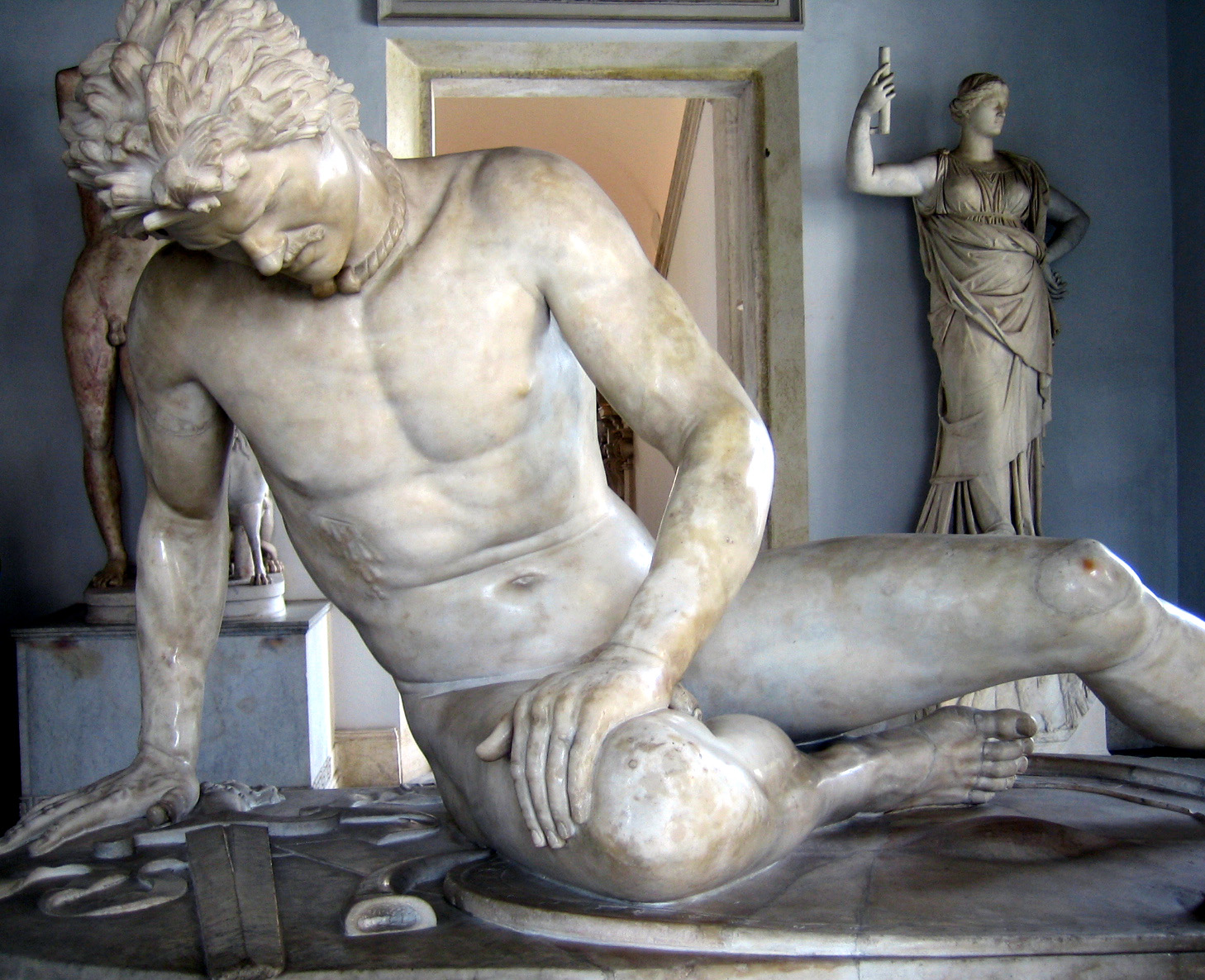
'빈사의 갈리아인'(로마 카피톨리니 박물관 소장)

《빈사의 갈리아인》 혹은 《빈사의 갈라티아인》 (이탈리아어: Galata Morente) 또는 《빈사의 검투사》는 고대 로마 시대의 대리석 조각상이며, 현재 로마의 카피톨리니 박물관에서 소장 중이다. 동상으로 만들어졌을 것이라 추정되는, 헬레니즘 시대(기원전 323년-기원전 31년)의 현재는 소실된 원본의 복제품이다. 원본은 기원전 230년과 220년 사이 페르가몬의 아탈로스 1세가 아나톨리아에 살았던 켈트족 혹은 갈리아인의 일파인 갈라티아인들에게 거둔 승리를 기념하기 위해 제작을 의뢰한 것일 거이다. 원본의 원작자는 페르가몬의 아탈로스 왕조의 궁정 조각가인 에피고노스였을 것으로 추정한다.
20세기까지 이 대리석상은 로마 원형 극장에서 다친 검투사를 묘사한 것이라는 추측 하에 '빈사의 검투사'로 보통 알려졌었다. 하지만, 19세기에 갈리아인 또는 갈라티아인으로 다시 식별되었고 현재 이름 '빈사의 갈리아인'이 점차 대중적으로 받아 들여지게 되었다. 야만인으로 판단한 데는 조각상의 토크, 굵은 머리카락과 턱수염, 바닥에 묘사된 무기와 방패, 다리 사이에 갈리아풍의 카르닉스의 일종을 증거로 한다.

## 설명
본래는 채색이 되어 있을지 모르는 흰색의 이 대리석상은 뛰어난 사실성과 특히 그 얼굴에서 느껴지는 파토스 등을 나타내고 있는, 부상입은 채 고꾸라져 있는 갈리아인 혹은 켈트인을 묘사하고 있다. 오른쪽 가슴 아래 쪽에 피가 흐르는 칼자국을 볼 수 있다. 이 전사는 목의 켈트풍 토크와 더불어 특유의 켈트 머리 모양과 턱수염이 나타나 있다. 그는 방패 위에 앉아 있고 반면에 그의 검과 혁대, 곡진 트럼펫은 그 옆에 놓여 있다. 검의 자루에는 사자의 머리가 달려 있다. 현재의 조각상 하단부는 17세기에 추가된 것이다. 17세기에 조각상이 발견될 때 복원한 코와 왼쪽 팔이 혼합되어 있다(오른쪽 팔은 그의 등 뒤쪽으로 좀 더 밀려 나가게 되었을 것이다).

## 발굴과 국외 반출

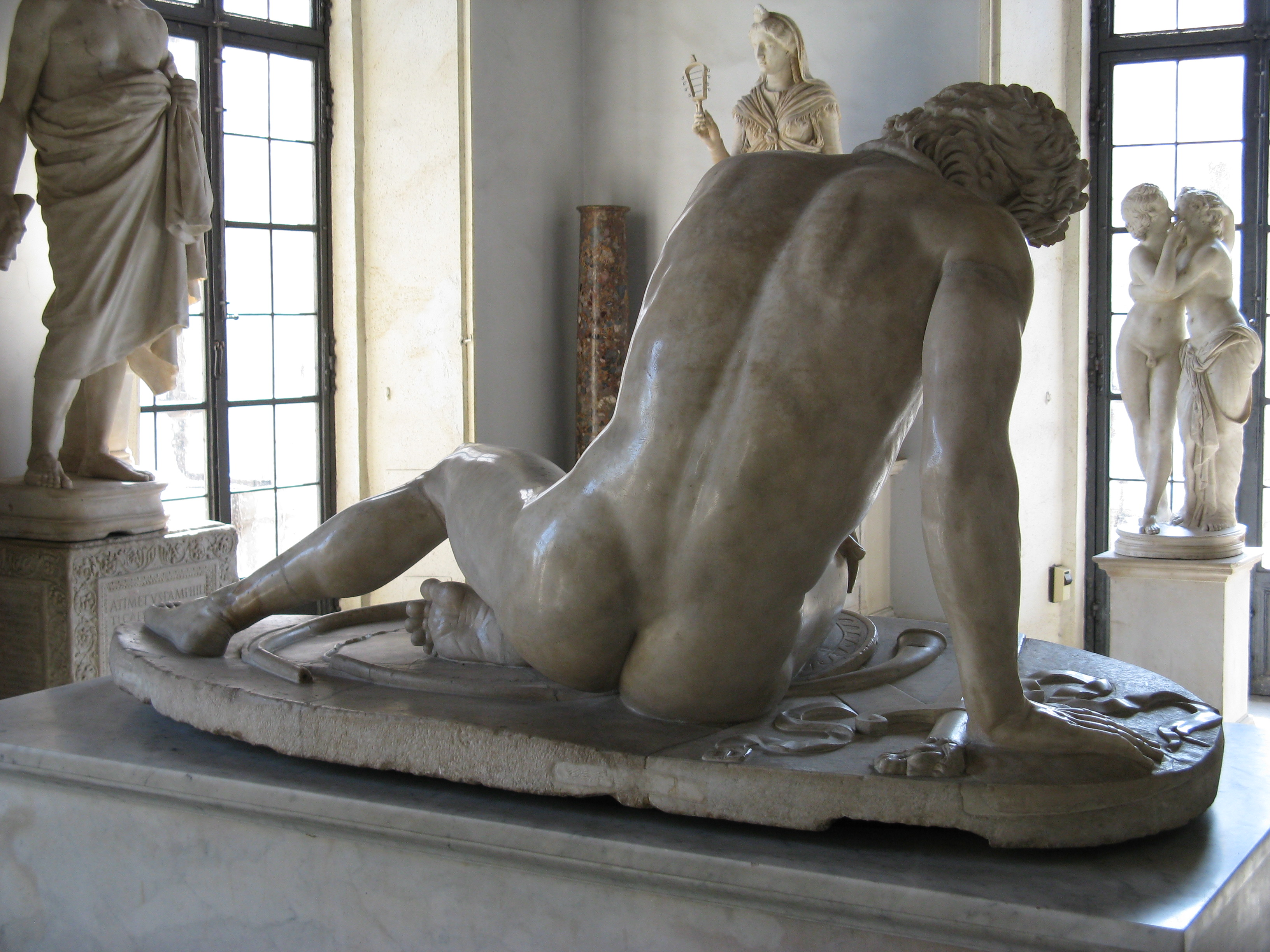
조각상의 뒤쪽.

'빈사의 갈리아인' 조각상은 로마의 핀키우스 언덕에 있던 고대 살루스티우스 정원의 터가 있던 곳에 빌라 루도비시 (교황 그레고리오 15세의 조카 루도비코 루도비시 추기경의 의뢰) 건설에 앞서 발굴을 하던 기간 17세기 초에 재발견되었을 것으로 본다. 많은 다른 고대 유물들 (가장 대표적으로 '루도비시 왕좌')은 이후에 루도비시의 저택이 재개발되고 건물이 세워진 때인 19세기 후반에 이 지역에서 발견되었다. '빈사의 갈리아인'은 1623년 루도비시 가문의 소장품 목록에 처음으로 기록되었고 1633년에는 빌라 루도비시의 일부인 '팔라초 그란데'에 있었다. 교황 클레멘스 12세 (재임: 1730년–1740년)는 카피톨리니
 컬렉션의 수집품으로 이 조각상을 획득했다. 후에 톨렌티노 조약에 따라 나폴레옹의 군대가 취득하여 로마로 반환된 1816년까지 다른 이탈리아 수집품들과 같이 루브르 박물관에서 전시되었다.

## 켈트인에 대한 묘사

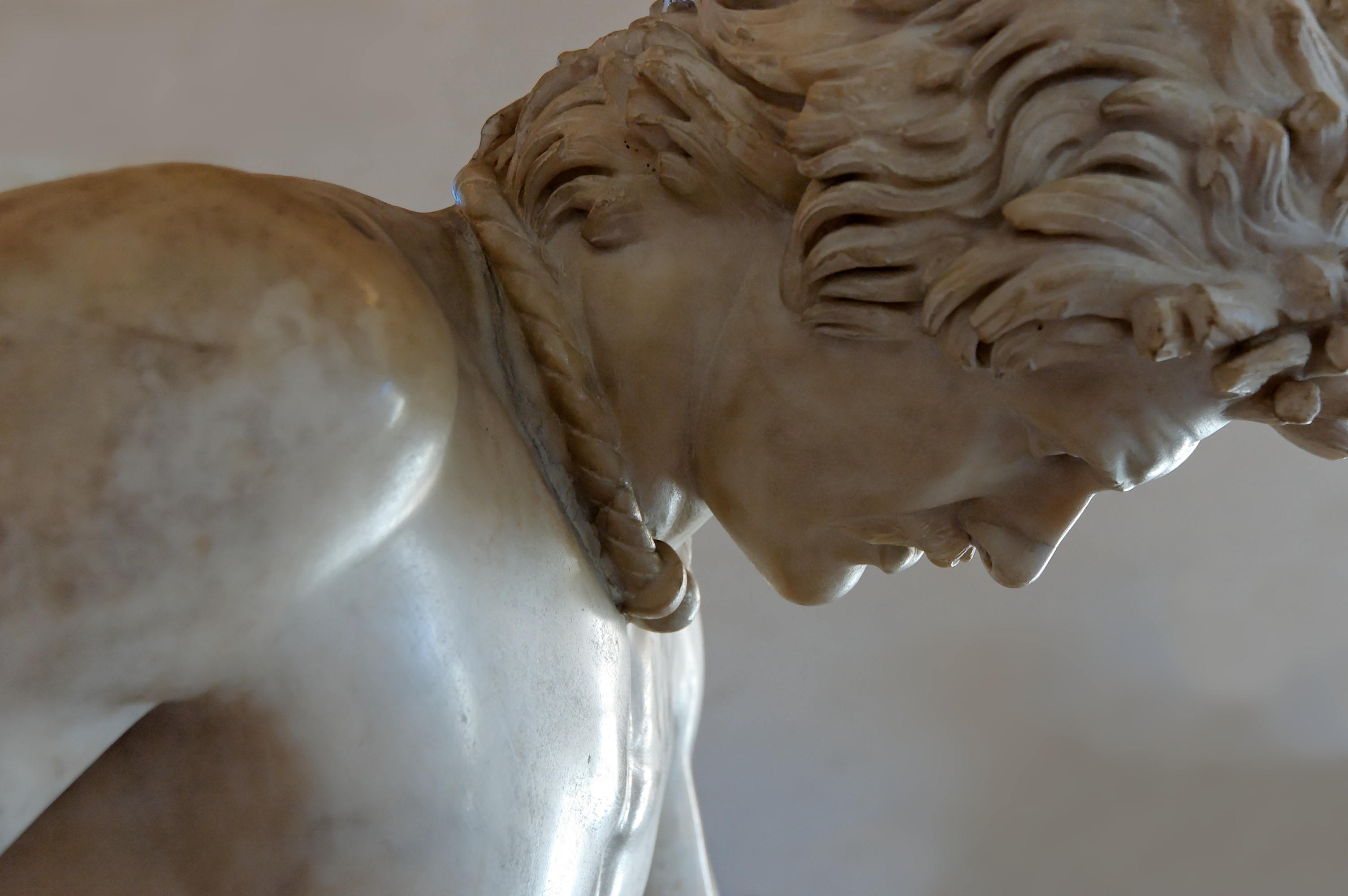
토크의 세부 모습.

'빈사의 갈리아인'은 켈트족의 패배에 대한 상기, 즉 이들을 패배시킨 자들의 힘을 나타냄과, 훌륭한 맞수로서 그들의 용감함에 대한 기념비 등 두 가지 역할을 하고 있다. 이 대리석상은 아마 디오도로스 시켈로스가 기록하기를 "그들 중의 일부는 철제 가슴판 혹은 쇄갑을 착용함과 동시에 다른 이들은 나체로 싸웠다."라고 하는 전투 방식에 대한 고대 기록을 뒤받침하는 증거를 제공하는 것일 수도 있다. 폴리비오스는 기원전 225년의 텔라몬 전투에서 로마군에 맞서는 갈라티아인들의 전술을 상기시키는 기록을 남겼다:
인수브레스족과 보이족 등은 바지와 가벼운 망토를 착용했지만, 명예와 도전적인 정신에 사로잡힌 가이사타이는 장신구들을 집어 던지고 무기 외에 아무것도 걸치지 않은 나체의 몸으로 전군 최전선에 자리 잡았다... 이 나체의 전사들의 생김새는 공포를 주는 모습이며, 이들 모두가 정말 뛰어난 육체에 인생 정점에 있던 자들이었기 때문이다.— Polybius, Histories II.28

로마 역사가 리비우스는 소아시아의 켈트족이 나체로 싸웠고 이들의 상처는 저들의 흰 피부에서 흔히 볼 수 있는 것들이라 기록하였다. 그리스 역사가 할리카르나소스의 디오니시오스는 이에 대해 어리석은 전술로 여겼다:
우리의 적들은 벌거벗은 채 싸운다. 이들의 긴 머리, 사나운 모습, 충돌하는 무기가 우리에게 부상을 줄 수 있을까? 이것들은 야만인의 허풍에 대한 상징에 불과하다.— Dionysius of Halicarnassus, History of Rome XIV.9

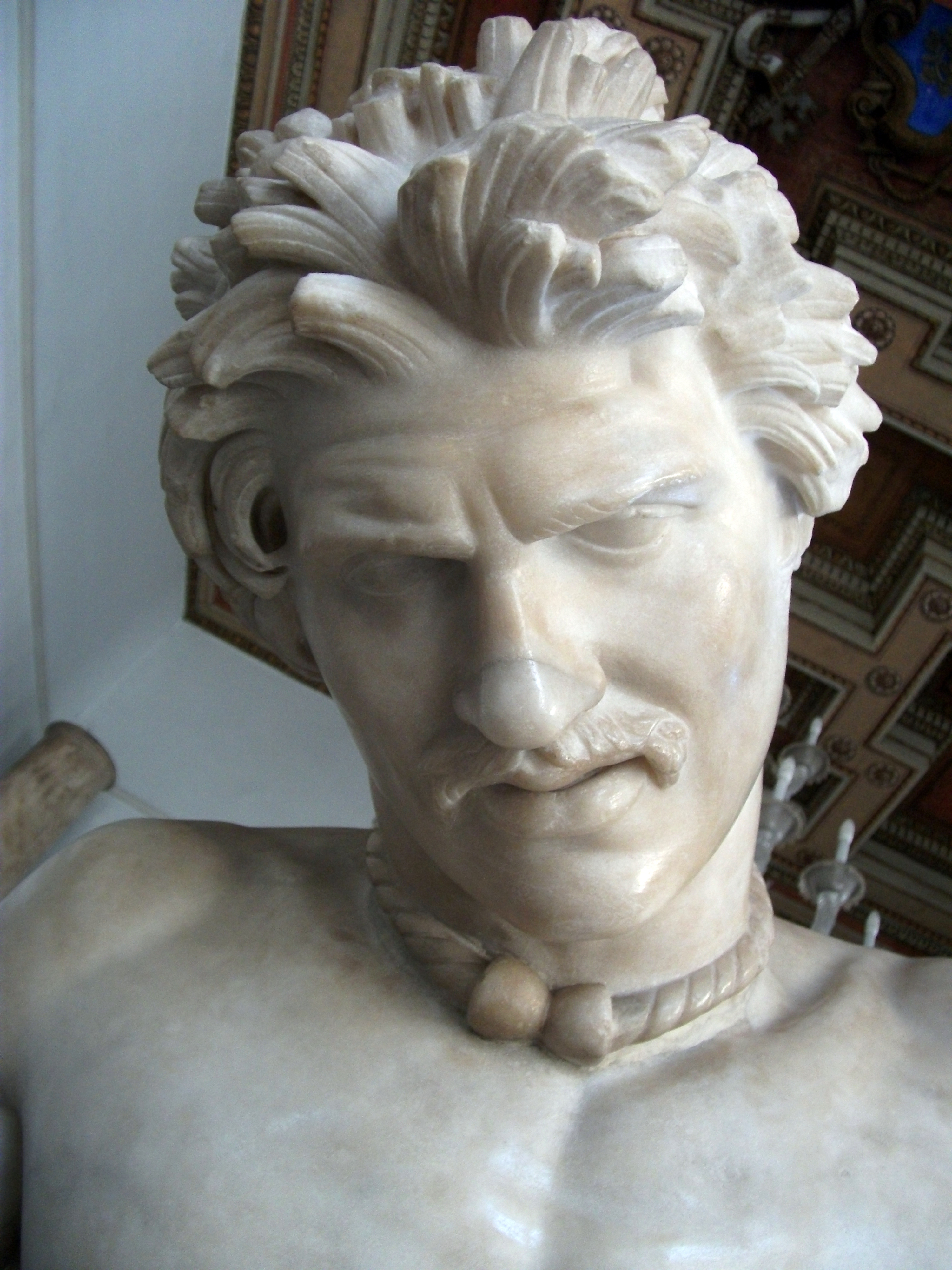
조각상의 얼굴, 머리 모양, 토크를 나타내는 상세 모습.

나체의 이 특별한 갈라티아인의 묘사는 영웅의 노출 혹은 무기력의 노출의 존엄성을 그에게 부여하려는 의도였을 수 있다. 마찬가지로 그리스 전사들이 예를 들어 에기나의 아파이아 신전처럼 영웅의 노출을 묘사하고 있는 것은 드문 것이 아니었다. 이 조각상이 통한 메시지에 대해 H. W. 재슨의 비평은 "이들이 비록 야만인이기는 하나, 어떻게 죽어야 할지를 알고 있다".

## 영향
'빈사의 갈리아인'은 고대부터 지금까지 남아있는 가장 유명한 작품 중의 하나가 되었으며 예술가들과 조각가들에 끊임없이 새겨지고 복제되었는데, 이들에게 있어 이 조각상은 강렬한 감정을 묘사에 대한 고전적인 전형이었다. 이 대리석상은 수리가 된 흔적을 보여주며, 머리 부분은 목에서 떨어져 나간 것으로 보이지만, 그 수리가 로마 시대 때 이뤄졌는지 혹은 17세기 재발견 된 이후에 이뤄졌는지는 확실치 않다. 발견되었을 당시, 왼팔은 세 동강이 나 있었다. 이 조각들은 현재 왼쪽 무릎으로 감춰진 핀으로 연결되어 있다. 갈리아인의 뾰족한 머리칼은 발견 당시 부숴진 채 발견된 긴 머리카락을 복원한 것이다.
갈라티아 전사보다는 패배한 검투사를 나타내는 것이라 널리 해석되었다. 따라서 '빈사의' 혹은 '부상 입은 검투사', '로마의 검투사', '빈사의 무르밀로'로 알려졌다. 또한 조각상 옆에 놓인 물품 중 하나가 나팔이었기 때문에 '빈사의 나팔수'로도 불렸다.
조각상의 미적 우수함과 풍부한 파토스 표현은 17세기와 18세기 지식인들 사이에 대단한 감탄을 일으켰고 당시 젊은이들 사이의 흔했던 유럽의 그랜드 투어의 '꼭 봐야할' 구경거리였다. 그런 방문객 중 하나였던 바이런은 '차일드 헤럴드의 편력'에 다음과 같이 비평하였다:

내 앞에 있는 검투사를 보았다

그는 손으로 기대고 있으며—그의 남자다운 얼굴은

죽음을 받아들였으나 고통은 정복하였고,

아래로 처진 머리는 서서히 아래로 가라앉는다—

그의 옆구리에서, 마지막 몇 방울들이 떨어져, 천천히 빠져나간다

그 붉은 상처에서, 진한 게 떨어진다, 한 방울 한방울...

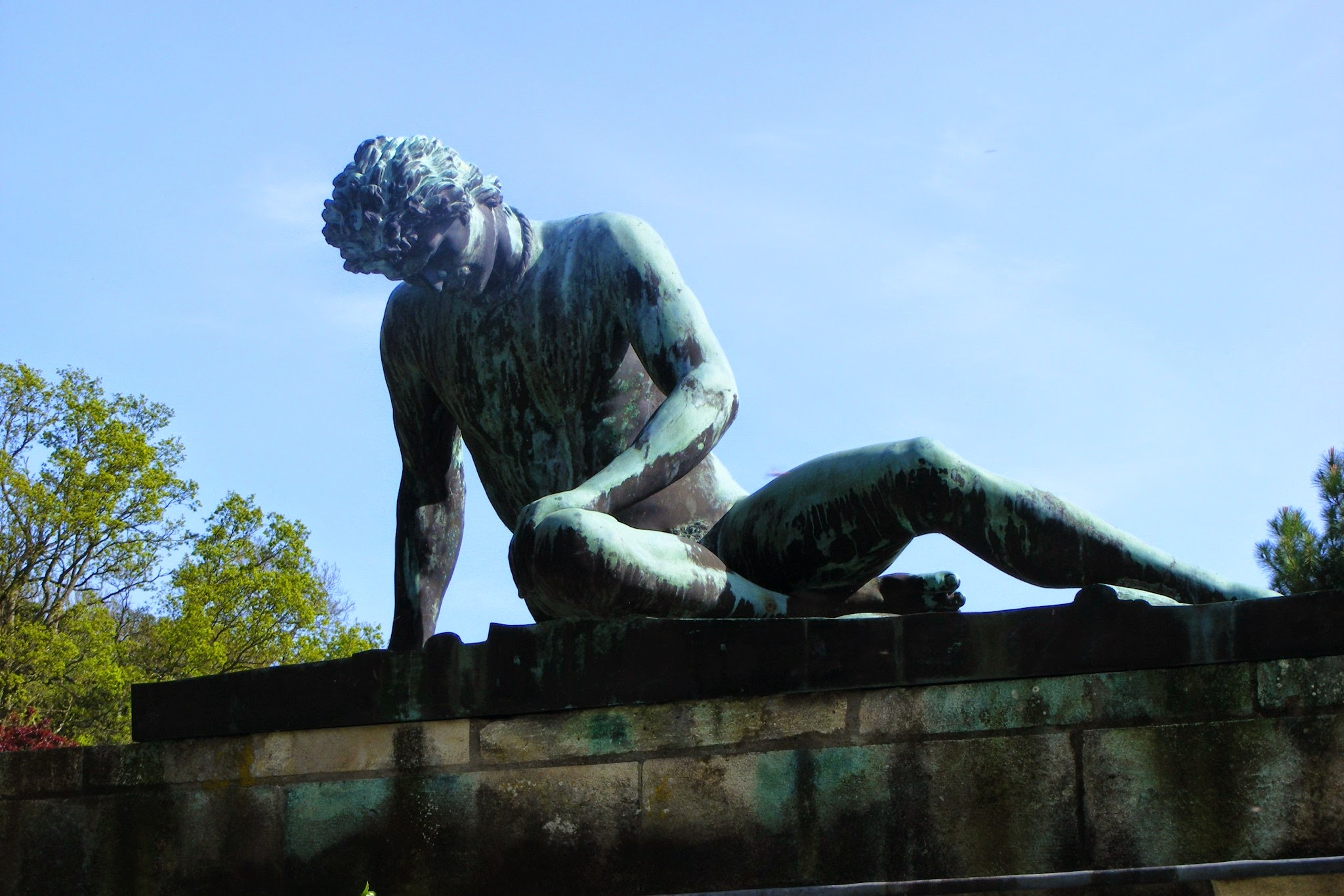
잉글랜드 윌트셔 이퍼드매너에 있는 '빈사의 검투사'

널리 복제가 이뤄졌으며, 왕들, 학계와 부유한 지주들 은 자신들만의 '빈사의 갈리아인' 복제품들을 의뢰하였다. 토머스 제퍼슨은 몬티셀로에 원본 혹은 복제품을 원했었다. 덜 부유한 자들은 장식품 및 문진으로 쓰기 위한 미니어처 복제품을 구매하였다. 전체 크기 석고 복제품 역시도 미대생들에게 쓰였다.
프랑스 혁명 전쟁 중 이탈리아 침공 기간 캄포포르미오 조약 (1797년)에 따라 나폴레옹 보나파르트 군대가 획득하여 개선 행사를 위해 파리로 옮겨져 전시되었다. 그러다 1816년 로마로 반환되었다. From December 12, 2013년 12월 12일부터 2014년 3월 16일까지, 워싱턴 D.C.의 내셔널 갤러리 오브 아트 서쪽 관에 있는 주 원형 홀에서 전시됐었다. 이 임시 전시는 19세기에 이 고대 유물이 반환된 뒤 처음으로 이탈리아 밖으로 반출된 최초의 사례였다.

## 참고 문헌
- Art in the Hellenistic Age, Pollitt, J. J., 1986
- Hellenistic Sculpture, Smith, R.R.R. London, 1991
- Taste and the Antique, Haskell, F. and N. Penny. New Haven and London, 1981. Cat. no. 44, pp 224ff.